# Eleição municipal de Manaus em 2012
A eleição municipal da cidade brasileira de Manaus ocorreu em 7 de Outubro de 2012 para a eleição de um prefeito, um vice-prefeito e de 41 vereadores para a administração da cidade. O prefeito à data era Amazonino Mendes, do PDT, que terminou seu mandato em 31 de dezembro de 2012 e não foi candidato à reeleição.

## Pré Candidatos

### Pré-candidatos
Os pré-candidatos são aqueles que disputam a indicação do partido para ser candidato oficialmente. Abaixo, as pré-candidaturas que não se oficializaram, ordenadas  por partido.

#### Partido do Movimento Democrático Brasileiro(PMDB)
Inicialmente, o PMDB teria como candidato o ex-governador Eduardo Braga, que atualmente ocupa o cargo de senador pelo estado. Entretanto, o pré-candidato peemedebista desistiu de sua candidatura e declarou apoio à Rebeca Garcia, então deputada federal, e pré-candidata do PP. Porém, Rebeca Garcia desistiu de sua candidatura à prefeitura de Manaus em 30 de junho de 2012. A partir de então, o PMDB passou a apoiar a candidata do PCdoB, Vanessa Grazziotin.

#### Partido Progressista(PP)
O Partido Progressista chegou a anunciar a candidatura de Rebeca Garcia, que receberia o apoio de Omar Aziz e Eduardo Braga, o governador do Amazonas e senador pelo estado, respectivamente. Ela seria a candidata representante do grupo político formado pelos partidos : PMDB, PT, PRB, PP, PTB, PTN, PSC, DEM, PRTB, PMN, PTC e PCdoB. Entretanto, Rebeca desistiu de sua candidatura à Prefeitura de Manaus no dia 30 de junho de 2012.

#### Partido Popular Socialista(PPS)
O Partido Popular Socialista também anunciou Hissa Abrahão como o candidato do partido à prefeitura, em 16 de junho de 2012, tendo como candidato a vice Guto Rodrigues, do mesmo partido. Entretanto, em 30 de junho, o PPS formalizou aliança com o PSDB, criando a coligação "O futuro é Agora", com Arthur Virgílio (PSDB) e Hissa Abrahão como candidatos a prefeito e vice-prefeito, respectivamente.
Partido Comunista do Brasil (PCdoB)
O Partido Comunista do Brasil anunciou a senadora Vanessa Grazziotin como candidata, em substituição à então deputada federal Rebeca Garcia, que desistiu de sua candidatura. O vice da chapa foi o membro do PT, Vital Melo. De acordo com a senadora, o acordo para a definição dela como nova candidata aconteceu em uma reunião com o governador Omar Aziz. Ela se declarou honrada com o convite e ainda afirmou que conversou com a deputada Rebeca Garcia antes de assumir a candidatura.  Esta foi a segunda eleição na qual Vanessa teve Arthur Virgílio como concorrente. Ela obteve êxito sobre o candidato em 2010, tornando-se senadora da República após uma campanha polêmica e acirrada. 

## Candidatos
| Nº | Candidato             | Partido | Vice-candidato      | Coligação | Coligações proporcionais |
| -- | --------------------- | ------- | ------------------- | --- | --- |
| 45 | Artur Virgílio Neto   | PSDB    | Hissa Abrahão (PPS) | O Futuro é Agora Partido da Social Democracia Brasileira (PSDB) Partido Popular Socialista (PPS) Partido Trabalhista Cristão (PTC) | - |
| 16 | Herbert Amazonas      | PSTU    | Ivete Egas          | Partido não coligado | - |
| 33 | Jerônimo Maranhão     | PMN     | Rodrigo Frota       | Partido não coligado | - |
| 22 | Henrique Oliveira     | PR      | Paulo Nasser (PSC)  | Manaus pra frente Partido da República (PR) Partido Social Cristão (PSC) Partido Trabalhista do Brasil (PTdoB) | - |
| 21 | Luiz Navarro          | PCB     | Marcelo Leitão      | Partido não coligado | - |
| 25 | Pauderney Avelino     | DEM     | Ivo de Assis (PRB)  | Renova Manaus Democratas (DEM) Partido Republicano Brasileiro (PRB) | |
| 14 | Sabino Castelo Branco | PTB     | Cícero Lima (PSDC)  | O povo caminha para a vitória Partido Trabalhista Brasileiro (PTB) Partido Social Democrata Cristão (PSDC) | - |
| 40 | Serafim Corrêa        | PSB     | Marcelo Ramos (PSB) | Agora, somos nós e o povo Partido Socialista Brasileiro (PSB) Partido Socialismo e Liberdade (PSOL) | - |
| 65 | Vanessa Grazziotin    | PCdoB   | Vital Melo (PT)     | Melhor pra Manaus Partido Comunista do Brasil (PCdoB) Partido dos Trabalhadores (PT) Partido do Movimento Democrático Brasileiro (PMDB) Partido Progressista (PP) Partido Social Democrático (PSD) Partido Social Liberal (PSL) Partido Trabalhista Nacional (PTN) Partido Verde (PV) | Melhor pra Manaus 1 Partido Comunista do Brasil (PCdoB) Partido Social Democrático (PSD) Partido Progressista (PP) Melhor pra Manaus 2 Partido do Movimento Democrático Brasileiro (PMDB) Partido Social Liberal (PSL) Sem Coligação Partido dos Trabalhadores (PT) Partido Trabalhista Nacional (PTN) Partido Verde (PV) |
| ?? | Sem candidato         |         | Sem vice            | - | Manaus, nossa responsabilidade Partido Democrático Trabalhista (PDT) Partido Renovador Trabalhista Brasileiro (PRTB) Partido Humanista da Solidariedade (PHS) Partido Pátria Livre (PPL) Partido Republicano Progressista (PRP)                                                                                           |

### Pesquisas
| Data           | Instituto | Arthur Neto (PSDB) | Vanessa Grazziotin (PCdoB) | Sabino Castelo Branco (PTB) | Serafim Corrêa (PSB) | Henrique Oliveira (PR) | Pauderney Avelino (DEM) | Hebert Amazonas (PSTU) | Luiz Navarro (PCB) | Jerônimo Maranhão (PMN) | Brancos/nulos | Não sabem |
| -------------- | --------- | ------------------ | -------------------------- | --------------------------- | -------------------- | ---------------------- | ----------------------- | ---------------------- | ------------------ | ----------------------- | ------------- | --------- |
| 16/08/2012 [a] | Ibope     | 29%                | 19%                        | 11%                         | 11%                  | 7%                     | 3%                      | 1%                     | 1%                 | 0%                      | 8%            | 9%        |

## Debates na TV

#### Primeiro turno
| Data       | Organizador(es) | Arthur Neto (PSDB) | Vanessa Grazziotin (PCdoB) | Henrique Oliveira (PR) | Serafim (PSB) | Pauderney (DEM) | Jerônimo Maranhão (PMN) | Sabino Castelo Branco (PTB) |
| ---------- | --------------- | ------------------ | -------------------------- | ---------------------- | ------------- | --------------- | ----------------------- | --------------------------- |
| 02/08/2012 | Band Amazonas   | Presente           | Presente                   | Presente               | Presente      | Presente        | Presente                | Presente                    |
| 24/08/2012 | Band Amazonas   | Presente           | Presente                   | Presente               | Presente      | Presente        | Presente                | Presente                    |
| 11/09/2012 | TV Em Tempo     | Presente           | Presente                   | Presente               | Presente      | Presente        | Presente                |                             |
| 18/09/2012 | TV Diário       | Presente           | Presente                   | Presente               | Presente      | Presente        | Presente                | Presente                    |
| 01/10/2012 | TV A Crítica    | Presente           | Presente                   | Presente               | Presente      | Presente        | Presente                |                             |
| 04/10/2012 | TV Amazonas     | Presente           | Presente                   | Presente               | Presente      | Presente        | Presente                |                             |

#### Segundo turno
| Data       | Organizador(es) | Arthur Neto (PSDB) | Vanessa Grazziotin (PCdoB) |
| ---------- | --------------- | ------------------ | -------------------------- |
| 18/10/2012 | Band Amazonas   | Presente           | Presente                   |
| 23/10/2012 | TV A Crítica    | Presente           | Presente                   |
| 26/10/2012 | TV Amazonas     | Presente           | Presente                   |

## Resultados
| Partido | Partido | Candidato             | Votos   | Votos (%) |
| ------- | ------- | --------------------- | ------- | --------- |
|         | PSDB    | Arthur Virgílio       | 385 855 | 40,55%    |
|         | PCdoB   | Vanessa Grazziotin    | 189 861 | 19,95%    |
|         | PR      | Henrique Oliveira     | 156 648 | 16,46%    |
|         | PSB     | Serafim Corrêa        | 110 794 | 11,64%    |
|         | PTB     | Sabino Castelo Branco | 69 499  | 7,3%      |
|         | DEM     | Pauderney Avelino     | 26 731  | 2,81%     |
|         | PMN     | Jerônimo Maranhão     | 6 079   | 0,64%     |
|         | PCB     | Luis Navarro          | 4 040   | 0,42%     |
|         | PSTU    | Herbert Amazonas      | 2 076   | 0,22%     |
| Totais  | Totais  | Totais                | 951 583 |           |
| Fonte:  |         |                       |         |           |

| Partido | Partido | Candidato          | Votos   | Votos (%) |
| ------- | ------- | ------------------ | ------- | --------- |
|         | PSDB    | Arthur Virgílio    | 603 483 | 65,95%    |
|         | PCdoB   | Vanessa Grazziotin | 311 607 | 34,05%    |
| Totais  | Totais  | Totais             | 915 090 |           |

#### Dados Eleitorais
- Vagas para Vereador: 41
- Eleitores: 1.178.120Referências

1. ↑  Eduardo Braga será candidato a prefeito de Manaus - 14 de junho de 2012
2. ↑  Eduardo Braga não será candidato à prefeitura - 28 de junho de 2012
3. 1 2  Rebecca Garcia (PP) faz coletiva, após anunciar que não será mais candidata à prefeitura de Manaus - 30 de junho de 2012
4. ↑  Vanessa Grazziotin será candidata à Prefeitura de Manaus - 30 de junho de 2012
5. ↑  Deputada Rebecca Garcia desiste de candidatura à Prefeitura de Manaus - 30 de junho de 2012
6. ↑  PPS confirma Hissa Abraão como candidato à Prefeitura de Manaus]
7. ↑  Arthur Virgílio confirma Hissa como vice da chapa à Prefeitura de Manaus
8. ↑  «Sabino e Pauderney conseguem liminar para ir à debate». Rede Tiradentes. Consultado em 8 de outubro de 2012
9. ↑  «Frieza marca debate da Band Manaus». Portal do Holanda. Consultado em 8 de outubro de 2012
10. ↑  «Candidatos à prefeitura de Salvador participam de segundo debate na TV». G1 Amazonas. Consultado em 8 de outubro de 2012
11. ↑  «Candidatos apresentam propostas para Manaus em debate na TV». G1 Amazonas. Consultado em 8 de outubro de 2012
12. ↑  «Sabino chega atrasado e é eliminado de debate na TV». A Critica. Consultado em 8 de outubro de 2012
13. ↑  «Candidatos à Prefeitura de Manaus participam de debate na TV Amazonas». G1 Bahia. Consultado em 8 de outubro de 2012
14. ↑  «Candidatos ao 2º turno apresentam propostas em debate, em Manaus». G1 AM. 19 de outubro de 2012. Consultado em 23 de outubro de 2012
15. ↑  «Candidatos ao 2º turno discutem temas em debate em TV de Manaus». G1 AM. 23 de outubro de 2012. Consultado em 23 de outubro de 2012
16. ↑  «Debate na TV Amazonas fecha campanha em Manaus». Amazônia na Rede. 27 de outubro de 2012. Consultado em 27 de outubro de 2012
17. ↑  «Divulgação de Resultados de Eleições». TSE. 7 de outubro de 2012. Consultado em 7 de outubro de 2012
18. ↑  «Apuração das Eleições 2012 em Manaus». G1. 7 de outubro de 2012. Consultado em 7 de outubro de 2012